# Киев-10
Киев-10 — малоформатний однооб'єктивний дзеркальний фотоапарат, що випускався на київському заводі «Арсенал» з 1965 по 1974 роки. Перший радянський малоформатний автоматичний однооб'ективний дзеркальний фотоапарат.
Всього було випущено близько 50 тис. екземплярів.
Вважається, що Київ-10 був частково натхненим західнонімецьким фотоапаратом Zeiss Contarex (1958) та його аналогами, такими як Voigtlander Ultramatic (1961), з якими він схожий зовнішньо.

## Технічні характеристики
- Корпус металевий з задньою стінкою, що відкривається. Курковий взвод затвора і перемотування плівки. Блокування від неповного взводу, автоматичний лічильник кадрів. Зворотне перемотування плівки типу рулетка. Шліц касети спрямований у бік верхньої панелі камери, а рулетка зворотнього перемотування знаходиться на нижній панелі. Рулетка і вал зворотнього перемотування плівки з'єднані трансмісією.
- Тип застосовуваного фотоматеріалу — фотоплівка типу 135 в стандартних касетах. Розмір кадру 24 × 36 мм.
- Затвор — ламельний, веєрного типу, з балансирним пристроєм. На радянських фотоапаратах застосований вперше. Витримка затвора: від 1/2 до 1/1000 сек і «ручна». «Неповоротна» головка витримок.
- Видошукач дзеркальний, з незмінною пентапризмою. Розмір кадрового вікна видошукача 22 × 34 мм. Дзеркало постійного візування. Фокусировочний екран — лінза Френеля з кільцем мікрорастра і матовим кільцем у центрі.
- Кріплення об'єктива — байонет оригінальної конструкції, який надалі встановлювався лише на фотоапарат «Киев-15». Кільце установки діафрагми на змінних об'єктивах було відсутнє. Значення діафрагми встановлювалася диском, розташованим на корпусі камери. Цим же диском включався автоматичний режим установки діафрагми.
- Штатний об'єктив фотоапаратів ранніх випусків — «Гелиос-65 Автомат» 2/50. Потім апарат комплектувався об'єктивом «Геліос-81 Автомат» 2/53. Об'єктиви обладнані «стрибаючою діафрагмою». Діафрагмування об'єктивів до f/16. До фотоапаратів додавався адаптер для установки об'єктивів від фотоапарата «Зеніт» з різьбленням М39 × 1/45, 2.
- Синхроконтакт «Х», витримка синхронізації 1/60 сек і більше. На ранніх моделях обійма для кріплення електронний фотоспалах була відсутня (застосовувався знімний кронштейн).
- Автоспуск відсутній.
- Різьба штативного гнізда 1/4 дюйма.

## Режим роботи автоматики
Фотоапарат «Киев-10» — автомат з пріоритетом витримки.
При встановленій світлочутливості фотоплівки (від 11 до 500 од. ГОСТ) та витримці затвора (від 1/2 до 1/1000 с) експонометричний пристрій автоматично встановлював діафрагму.
Експонометричний пристрій мав зовні розташований селеновий фотоелемент і в хімічного джерела струму не потребував.
Обране автоматикою або рекомендоване при напівавтоматичній установці експозиції діафрагмове число відображалося стрілочним індикатором у полі зору видошукача. Включення експонометричного пристрою здійснювалося неповним натисканням спускової кнопки.
При недостатній освітленості спускова кнопка блокується. Експокорекція можлива тільки зміною встановленого значення світлочутливості фотоплівки.

## Змінна оптика
На заводі «Арсенал» випускалася змінна оптика на основі вже освоєних радянською промисловістю об'єктивів. Для фотоапарата «Киев-10» призначалися об'єктиви з «стрибаючою» діафрагмою, у назві яких присутнє слово «Автомат».
Об'єктиви від «Киев-10» не можуть бути використані на інших камерах без серйозного втручання в конструкцію об'єктиву.